# Insulinkomabehandling

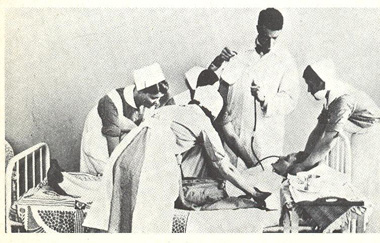
Insulinkomabehandling utförs i Helsingfors på 1950-talet.

Insulinkomabehandling var en form av psykiatrisk behandling där patienter upprepade gånger injicerades med stora doser insulin för att framkalla koma. Detta skedde dagligen under flera veckor. 
Behandlingen introducerades i början av 1930-talet av den österrikisk-amerikanska psykiatern Manfred Sakel och användes i stor utsträckning på 1940- och 1950-talet. Det var framför allt patienter med schizofrenidiagnos som utsattes för behandlingen.
På 1960-talet ersattes insulinkomabehandling av neuroleptiska läkemedel.
Insulinkomabehandling var en av flera somatiska behandlingar som infördes i psykiatrin under det tidiga 1900-talet. Däribland konvulsionsterapi (injektioner med pentylentetrazol och elchocker) och psykokirurgi (till exempel lobotomi).
Insulinkomabehandling var en form av chockterapi.

## Behandling
Insulinkomabehandling var arbetskrävande och utfördes av särskilt utbildad personal i en specialenhet. Patienter − som nästan alltid hade en schizofrenidiagnos − valdes utifrån att de hade en god prognos och den fysiska styrkan att klara en svår behandling.
Behandlingen innebar att patienten varje morgon fick en så stor dos insulin att medvetslöshet uppstod. Efter upp till en timme väcktes patienten med en sockerlösning via en magsond eller intravenöst. 
Det fanns inga standardiserade riktlinjer för behandling. Olika sjukhus och psykiatrer utvecklade sina egna protokoll. På vissa platser låg patienter i koma i fyra timmar. Vanligtvis administrerades injektioner sex dagar i veckan i ungefär två månader. En kur bestod därför ofta av ca 50−60 behandlingstillfällen, men kurer på upp till två år har dokumenterats.
Vissa psykiatrer ansåg att krampanfall var välgörande. Patienter kunde därför få elchocker under koman eller på den veckodag då de inte fick insulinbehandling. 

## Följder för patienten
Insulinkomabehandling ansågs ha stor positiv verkan på schizofreni, om patienten behandlades i sjukdomens begynnelsestadium. Man hade dock endast kunnat iaktta det kausala sambandet mellan behandlingen och resultatet samtidigt som det saknades evidens angående varför patienten hamnade i koma.
Behandlingen ansågs rensa hjärnan men det var således antagelser. Nervbanorna stänges i teorin av under koman och när patienten återfick medvetandet skulle nervbanorna ha korrigerat sig och hamnat rätt igen.
Ett antal psykiatrer (däribland Manfred Sakel) hävdade att över 80 % av patienterna blev bättre.
Två stora studier utförda i USA 1939 och 1942 bekräftade Sakels slutsatser (vilka?) och ledde till att behandlingen snabbt spred sig över hela världen. American Psychiatric Association publicerade 1939 en studie av John R. Ross och Benjamin Malzberg, som gick igenom 1757 fall av schizofreni som behandlats med insulinchockterapi. Av dem upplevde 11 % en snabb och total återhämtning, 26,5 % förbättrades kraftigt och 26 % upplevde en delvis förbättring. 1942 utfördes en studie på Pennsylvania Hospital. Den kom fram till att 63 % av patienterna blev bättre, och att 42 % av patienterna fortfarande mådde bättre efter två år.
Men ytterligare studier visade att eventuella förbättringar många gånger var tillfälliga och att insulin inte påverkar schizofrenisymtom. 
I artikeln “The insulin myth” i den medicinska tidskriften The Lancet från 1953 granskade Harold Bourne idén att behandlingen ska ges i sjukdomens början. Det ledde till att behandlingen gavs till patienter med osäkra diagnoser, som inte nödvändigtvis var sjuka till att börja med. Han påpekade också att patienter som genomgick behandlingen fick 50-100 gånger mer omvårdnad än andra patienter.

Intervjuade mentalskötare har berättat om hur stor vikt lades vid teurapeutiska samtal med patienter som hade vaknat ur insulinkoma, och som annars hade haft begränsad tillgång till terapi: 
“Förhållandet mellan patienter och skötare kunde utvecklas till ett förtroligt och nära förhållande där man tillbringade mycket tid tillsammans, pratade och lyssnade på vad den andra hade att säga.”
1957 publicerade The Lancet en studie som visade att insulin inte påverkade schizofrenipatienters mående. Eventuella tillfrisknanden, resonerade studien, berodde inte på insulinet utan snarare på [omvårdnaden som följde med behandlingen.
Insulinbehandlingen var dessutom farlig och hade negativa biverkningar. Den kunde leda till viktuppgång, förlängd koma i flera dygn eller månader, syrebrist i hjärnan, minnesförluster och hjärnskador.
Uppskattningar av behandlingens dödlighet har varierat mellan cirka en procent och 4,9 procent.

## Skildringar
Den delvis självbiografiska romanen "The Bell Jar" (1966) av Sylvia Plath skildrar en ung kvinna som på 1950-talet drabbas av allvarlig depression och läggs in på sjukhus där hon genomgår insulinchocksbehandling. 
Filmen Frances (1982) handlar om skådespelerskan Frances Farmer, som behandlades med insulinchocker.
I filmen A Beautiful Mind (2001) genomgår John Nash insulinkomabehandling.
I romanen 'Veronika bestämmer sig för att dö' av den brasilianska författaren Paulo Coelho (2005) får en av karaktärerna insulinkomabehandling och hennes upplevelser beskrivs utförligt i boken. Boken blev senare film med Sarah Michelle Gellar i huvudrollen. Originaltitel: Veronika decide morrer   
I avsnitt 23 i säsong 5 av det medicinska dramat House (Under My Skin, 2009) försätter sig Gregory House i en insulinchock för att försöka få sina hallucinationer att försvinna.
Den amerikanska singer-songwritern Townes Van Zandt fick insulinchockterapi i tonåren, vilket resulterade i att han förlorade många av sina minnen från barndomen.
Den amerikanske människorättsaktivisten Leonard Roy Frank överlevde 50 insulinkomabehandlingar i kombination med elchocker, under tvångsvård. Efteråt har han beskrivit behandlingen som "den mest förödande, smärtsamma och förödmjukande upplevelsen i mitt liv (...) Den ledde till minnesluckor för upplevelser och händelser från hela mitt liv. Min high school- och min collegeutbildning var i praktiken raderade.”